# Rivière Sérigny
Der Rivière Sérigny ist ein ca. 202 km langer linker Nebenfluss des Rivière Caniapiscau in der kanadischen Provinz Québec.

## Flusslauf
Der Fluss hat seinen Ursprung 30 km nördlich des Réservoir de Caniapiscau im Zentrum der Labrador-Halbinsel. Er fließt zuerst in nordnordwestlicher Richtung, später in nordöstlicher Richtung. Dabei durchfließt er eine Reihe von Seen, die meist Verbreiterungen des eigentlichen Flusses darstellen: Lac Villanceaux, Lac Vaudrey, Lac Askunach Kaapich, Lac Shirley, Lac Chipisipi Anatwayach. Der See Lac Sérigny, dessen Abfluss dem Fluss zufließt, liegt wenige Kilometer südlich des Flusslaufs. 
Der Unterlauf des Rivière Sérigny verläuft parallel zum weiter nördlich fließenden Rivière Pons. Der Rivière Sérigny mündet schließlich 15 km oberhalb des Lac Cambrien, 240 km südlich von Kuujjuaq, in den Rivière Caniapiscau. 

## Etymologie
Nachdem der gleichnamige See schon 1944 seinen heutigen Namen erhalten hatte, wurde der benachbarte Fluss 1968 ebenfalls nach Joseph Le Moyne de Sérigny (1668–1734), einem französischen Marineoffizier, der bei der Militärexpedition zur Hudson Bay teilnahm, benannt.